# Cavalli della Madonna
Die Cavalli della Madonna – auch Einsiedler Pferde genannt – ist eine Warmblüter-Pferderasse, die im Kloster Einsiedeln in der Schweiz gezüchtet wird. Das Kloster hat eine tausendjährige Zuchtgeschichte und ist damit das älteste Gestüt Europas. Die Rasse ist nicht zu verwechseln mit dem Schweizer Warmblut, das auch (moderner) Einsiedler genannt wird.

## Zuchtgeschichte
Für die Gründungszeit des Klosters Einsiedeln im 10. Jahrhundert sind keine schriftlichen Belege für eine Zucht überliefert. Allerdings kann davon ausgegangen werden, dass die Pferdehaltung einen wichtigen Teil im Betrieb und Leben des Klosters gespielt hat, so zum Beispiel Reitpferde, um die Verbindung zu entlegenen Besitzungen aufrechtzuerhalten, oder durch die Nutzung von Saumpferden für den Transport von Gütern. Hinzu kam, dass es im Hochmittelalter nur Söhnen aus dem Adels- und Ritterstand erlaubt war, der Einsiedler Mönchgemeinschaft beizutreten. Aufgrund der wohlhabenden Vergangenheit der Mönche bestand somit von Anfang an eine Beziehung zu Pferden.
Der erste handschriftliche Hinweis auf den Besitz von Pferden ist eine Urkunde des damaligen Königs und späteren Kaisers Heinrich IV. vom Februar 1064. Sie erlaubte dem Kloster das Amt eines Marschalls, der den Abt mit bis zu zwölf Pferden auf dessen Reisen zu begleiten und die Oberaufsicht über das Gestüt hatte. Marschall des Abtes von Einsiedeln war bis ins 15. Jahrhundert traditionsgemäss der Graf von Rapperswil.
Zwischen 1500 und 1798 florierte der Pferdehandel. Da Italien das Hauptabsatzgebiet war, etablierte sich der Name "Cavalli della Madonna" (Pferde der Muttergottes) nach der anmutigen schwarzen Marienstatue in der Einsiedler Gnadenkapelle. Die Pferde genossen einen hervorragenden Ruf.
Der Handel endete abrupt durch den Einfall der Franzosen im Jahr 1798, bei welchem die Truppen restlos alle Klosterpferde stahlen. Nach der Rückkehr der Mönche konnten einige Pferde von den Bauern der Umgebung zurückgekauft und der typische Einsiedler Schlag wieder herangezüchtet werden. Da die Zucht nicht zufriedenstellend war, entschied sich der zukünftige Abt Heinrich Schmid zur Nutzung eines englischen Halbblutes, auf welches bis heute die alten Stutenstämme zurückgehen. Bis heute existieren Zuchtstuten aus den drei Stammlinien Quarta, Klima und Stella.
Nach dem Ersten Weltkrieg wurden vor allem Anglo-Normannen in der Zucht eingesetzt, weswegen sich die Einsiedler Pferde nicht mehr von anderen europäischen Warmblutrassen unterscheiden lassen. Daher handelt es sich bei den Cavalli della Madonna nicht mehr um eine eigenständige Rasse, sondern um einen Schlag.

## Exterieur und Interieur
Die Einsiedler Pferde eignen sich für den Reitschulbetrieb, am Wagen, bei der Bodenarbeit und beim Sport. Quarta, die älteste Linie, zeichnet sich durch einen kraftvollen Gang und ein lebhaftes Wesen aus. Die Klima-Stammlinie steht für Robustheit und einen starken Knochenbau. Die Sella-Linie ist aus einer nord-deutschen Stute und ihrer Tochter «Sella» entstanden.
Das Erscheinungsbild der Pferde ist kräftig und edel. Sie besitzen harte Hufe, dünnes Langhaar, grosse Ohren und eine breite Stirn. Es sind alle Farben vorhanden, ausser Schimmel, wobei die Pferde meist braun, dunkelbraun oder fuchsfarben erscheinen. Die Tiere gelten als leistungsbereit und haben einen ausgeglichenen Charakter.
Das Wappentier des Klosters Einsiedeln ist der Rabe. Dieser ist auch auf dem Brandzeichen zu sehen, welches Jahrhunderte die Einsiedler Pferde kennzeichnete. Aufgrund der Relevanz des Tierschutzes und der 2011er Pflicht, alle Fohlen mit einem Mikrochip zu markieren, wurde die Praxis des Brennens aufgegeben.

## Stallungen
Rechts an der Klosterkirche vorbei und unter dem Torbogen der Statthalterei hindurch ermöglicht den Blick auf die Einsiedler Pferde und die unter Denkmalschutz stehenden Stallungen.
Aufgrund eines kostenintensiven jährlichen Defizits wurde die Betriebsorganisation der Pferdehaltung aus der klösterlichen Wirtschaft herausgelöst und als eigenständiges Unternehmen «Marstall Kloster Einsiedeln» weitergeführt.